# Dicercomorpha viridisparsa
Dicercomorpha viridisparsa es una especie de escarabajo barrenador metálico del género Dicercomorpha, categorizada en la tribu Dicercini, de la subfamilia Chrysochroinae. Fue descrita por Théry en 1935.
Fue publicada en Théry A. Note sur les Buprestides du Musèum de Leiden. Zoologische Mededeelingen 18:241-256. (1935). Se distribuye por la región indomalaya.